# Dietmar Helm
Dietmar Helm (* 1954) ist ein ehemaliger deutscher Wasserballspieler, Sportfunktionär und Sozialarbeiter.

## Leben
Von 1970 bis 1988 spielte Dietmar Helm Wasserball beim SV Iserlohn 1895, anschließend drei Saisons beim englischen West London Penguin Swimming and Water Polo Club und 1982 bis 1990 in der Deutschen Wasserballnationalmannschaft. 1992 beendete Helm dann seine aktive Laufbahn als Wasserballspieler.
Danach war er als Manager und Funktionär überwiegend im Wasserballsport aktiv. 1997 wurde Helm Teammanager der Deutschen Wasserballnationalmannschaft. Von 1998 bis 2000 gehört er dem Präsidium des Schwimmverbandes Nordrhein-Westfalen an, wo er für die Öffentlichkeitsarbeit verantwortlich war. 2007 berief man Helm zum Manager für Marketing und Medien im Fach-Ausschuss Wasserball des Deutschen Schwimm-Verbands.

## Soziales Engagement
Nach der Beendigung seiner Sportlerkarriere setzte sich, der seit 1982 als Sozialarbeiter im Fachbereich Jugend und Soziales bei der Stadt Hagen tätige, Helm für soziale Projekte im Jugendsport auf regionaler Ebene ein und machte sich für den hiesigen Wasserballsport stark.
So trug er 2001 zum Gelingen der Wasserball-Jugend-Europameisterschaft in Hohenlimburg bei. Ebenso entstand aus Helms Erfahrungen in den 1990er Jahren bei der Resozialisierung und Integration von Migranten und Jugendlichen mit Hilfe des Sports das Projekt Sport statt Gewalt. Dieses mündete 2007 in der Gründung des Hagener Vereins Aktion Sport statt Gewalt e.V. mit dem Kooperationspartner Universum Box-Promotion.

## Auszeichnungen
Für sein Engagement um den Wasserballsport wurde Helm am 8. Juni 2009 vom damaligen Regierungspräsidenten des Regierungsbezirks Arnsberg Helmut Diegel die Verdienstmedaille des Verdienstordens der Bundesrepublik Deutschland überreicht. Am 7. März 2022 wurde er mit dem Verdienstorden des Landes Nordrhein-Westfalen ausgezeichnet.

## Sonstiges
Des Weiteren betätigt sich Helm als Musiker und veröffentlichte bisher acht instrumentelle Elektronik – Alben, Water Polo Games on the Way to Seoul (2019), Asian Live (2019), Hot Music for Cool People (2020),  Tomorrow (2020), London Nighride (2020), Killer Instinct (2020), Lost Heroes (2021), Wasted (2021).